# ستاره قطبی (مجموعه تلویزیونی)
ستارهٔ قطبی نام یک مجموعهٔ تلویزیونی به کارگردانی مسعود آب‌پرور است که در سال ۱۳۷۴ تولید و از شبکه ۱  پخش گردید.

## خلاصه داستان
«مهندس مهاجر» که از دردی جانکاه رنج می‌برد، در تهران مشغول برج‌سازی است. او برای آنکه آرامش دوباره‌ای بیابد، بیاد دوران جنگ، به سراغ یکی از دوستان و هم‌رزمانش می‌رود و با پیشنهاد او، برای ساختن سدی، راهی یکی از مناطق محروم کشور می‌شود.

## بازیگران و عوامل تولید

### بازیگران
- مجید مظفری
- ملیحه نظری
- حسین سحرخیز
- حمید دلشکیب
- شهرزاد صفوی
- محمدهادی قمیشی
- اسفندیار یگانه
- بیژن سلیم‌خانی
- زهره داودی
- سعید تدین
- داود امیری
- افسر رشیدی
- رزیتا راستگو
- حسین دانه‌چین
- هوشنگ معصفری
- محمدحسین غمخوار
- سیدجلال آل یاسین
- نگار میرزاعلی اکبر

### عوامل تولید
- کارگردان: مسعود آب‌پرور
- فیلمنامه: حسن مشکلاتی
- تصویربردار: محمدرضا سکوت
- طراح گریم: محسن ملکی
- طراح صحنه و لباس: محمدهادی قمیشی[۲]
- دستیار طراح صحنه: حمید پیش‌قدم
- مجری طرح: کارگاه گسترش هنر
- تعداد قسمت‌ها: ۴ قسمت
- محصول: گروه جنگ شبکه ۱
- سال تولید: ۱۳۷۴